# Sonnenalm (Bad Gastein)
Die Sonnenalm ist eine Alm in der Gemeinde Bad Gastein im österreichischen Bundesland Salzburg.

## Lage und Charakteristik
Die Sonnenalm liegt an den westlichen Hängen des Radhausberges in der Ankogelgruppe. Sie gehört zur Ortschaft Bad Gastein, zur Katastralgemeinde Böckstein und zum Landschaftsschutzgebiet Gasteiner-Tal. Eine Almhütte steht auf einer Höhe von 2163 m ü. A.
Auf der Alm gedeiht ein Krummseggenrasen. Weiter nördlich erstreckt sich die Rotwild-Ruhezone Sportgastein-Nassfeld, die von 1. November bis 31. Mai nicht betreten werden darf. Über die Sonnenalm führt der Dr.-Fritz-Gruber-Weg von Sportgastein auf den Kreuzkogel. Der Wanderweg ist nach dem Montanhistoriker Fritz Gruber benannt. Im Winter verlaufen Schipisten über die Alm. Hier befindet sich die Talstation des Kreuzkogellifts, eines 1400 m langen Schlepplifts.

## Geschichte
Im von 1823 bis 1830 erstellten Franziszeischen Kataster sind noch weder namentlich die Sonnenalm noch Gebäude am Areal verzeichnet.